# Saint-Projet-de-Salers
Saint-Projet-de-Salers (okzitanisch: Sant Projet de Salèrn) ist eine französische Gemeinde in der Region Auvergne-Rhône-Alpes und mit 133 Einwohnern (Stand: 1. Januar 2022). Sie gehört zum Département Cantal, zum Arrondissement Mauriac und zum Kanton Naucelles. 

## Lage
Saint-Projet-de-Salers liegt etwa 18 Kilometer nordnordöstlich von Aurillac im Zentralmassiv am Fluss Bertrande. An einem kurzen Abschnitt der nördlichen Gemeindegrenze verläuft das Flüsschen Aspre. Umgeben wird Saint-Projet-de-Salers von den Nachbargemeinden Fontanges im Nordwesten und Norden, Le Fau im Norden und Nordosten, Le Falgoux im Nordosten, Mandailles-Saint-Julien im Osten und Südosten, Saint-Cirgues-de-Jordanne, Lascelle und Girgols im Süden, Tournemire im Süden und Südwesten, Saint-Cernin im Südwesten und Westen sowie Saint-Chamant im Westen und Nordwesten.

## Bevölkerungsentwicklung
| Jahr                       | 1962 | 1968 | 1975 | 1982 | 1990 | 1999 | 2008 | 2019 |
| -------------------------- | ---- | ---- | ---- | ---- | ---- | ---- | ---- | ---- |
| Einwohner                  | 381  | 325  | 225  | 186  | 157  | 117  | 125  | 135  |
| Quellen: Cassini und INSEE |      |      |      |      |      |      |      |      |

## Sehenswürdigkeiten
- Kirche Saint-Projet

|  |  |